# Volvo F88
Volvo F88/F89 — серія важких вантажівок виробництва шведського автовиробника Volvo, що виготовлялись з 1965 по 1977 рр.

## Volvo F88
Volvo в 1965 році представила безкапотну вантажівку F88. Ззовні кабіна схожа на попередню Titan Tiptop 1964 року, але інша частина вантажівки була перероблена. Це включає новий двигун, нову восьми-ступінчасту коробку передач, сильніше шасі і підвіски.
В 1970 році представлена похідна модель G88, яка в основному була тим ж автомобілем, але з передньою віссю висунутою вперед на 300 мм (11,8 дюйма). Це було необхідно для збільшення повної маси до 52,5 тонн.

## Volvo F89

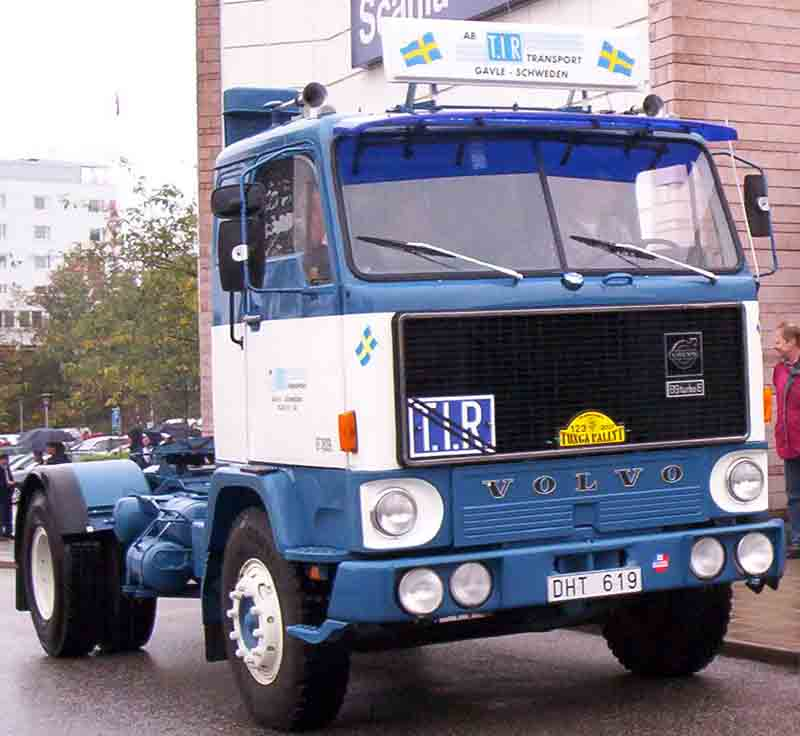
Volvo F89

В 1970 році представлено нові моделі Volvo F89 і G89 з 12,0 літровим двигуном. Вантажівки і двигуни були розроблені для задоволення західнонімецького ринку. Для того, щоб продовжувати продажі вантажних автомобілів в найважчому класі, Volvo розробила новий, більш потужний двигун і F89 була першою вантажівкою Volvo з турбонаддувом. TD120 двигун був настільки високий, що він повинен бути встановлений в нахиленому вигляді, щоб поміщатися під кабіною. Це зробило неможливим виготовлення вантажівок з правим кермом. Країни з лівостороннім рухом були змушені миритися з сильною версією F88 зі збільшеною потужністю до 290 к.с. (216 кВт).

## Двигуни
| Модель | Роки      | Марка двигуна | Робочий об'єм | Максимальна потужність     | Тип                                                                                        |
| ------ | --------- | ------------- | ------------- | -------------------------- | ------------------------------------------------------------------------------------------ |
| F88    | 1965—1977 | Volvo D100    | 9602 см³      | 200 к.с. (149 кВт)         | Дизельний атмосферний 6-циліндровий рядний (R6) з верхнім розташуванням клапанів (OHV)     |
| F88    | 1965—1977 | Volvo TD100   | 9602 см³      | 260—312 к.с. (191—229 кВт) | Дизельний з турбонаддувом 6-циліндровий рядний (R6) з верхнім розташуванням клапанів (OHV) |
| F89    | 1970—1977 | Volvo TD120   | 11979 см³     | 330 к.с. (246 кВт)         | Дизельний з турбонаддувом 6-циліндровий рядний (R6) з верхнім розташуванням клапанів (OHV) |